# Menus-Plaisirs - Les Troisgros
Pour plus de détails, voir Fiche technique et Distribution.
Menus-Plaisirs - Les Troisgros est un film documentaire franco-américain réalisé par Frederick Wiseman, sorti en 2023. Présenté hors compétition à la Mostra de Venise 2023, il est consacré aux restaurants gérés par la famille Troisgros.

## Synopsis
Le film suit la famille Troisgros dans la gestion de ses trois restaurants, l'un d'eux détenant trois étoiles au guide Michelin depuis 1968. Enfants de la quatrième génération, César dirige le restaurant étoilé Le Bois sans Feuilles et Léo est à la tête de l’un des deux autres restaurants Troisgros, la Colline du Colombier. Leur père Michel reste également présent et assure une transmission en bon ordre. Le film analyse méticuleusement la recherche des meilleurs produits alimentaires, la préparation en cuisine et le service en salle.

## Fiche technique
- Titre : Menus-Plaisirs - Les Troisgros
- Réalisation : Frederick Wiseman
- Photographie : James Bishop
- Son : Jean-Paul Mugel
- Montage : Frederick Wiseman
- Production : Frederick Wiseman, Karen Konicek, Olivier Giel
- Société(s) de production : Zipporah Films, 3 Star LLC
- Société(s) de distribution : Météore Films (France)
- Pays de production :  États-Unis
- Langue originale : français
- Format : Couleurs - 1,85:1
- Genre : documentaire
- Durée : 244 minutes[réf. nécessaire]
- Dates de sortie :
  -  Italie : 9 septembre 2023 (Mostra de Venise 2023)
  -  France : 20 décembre 2023

## Sortie

### Accueil critique
En France, le site Allociné propose une moyenne de 4⁄5, d'après l'interprétation de 15 critiques de presse

## Autour du film
- L'idée de tourner le film est arrivée de manière spontanée en 2020, un jour où Frederick Wiseman était client du restaurant[2].
- Le film aborde des thèmes chers au réalisateur comme l'analyse des institutions, l'art de la création et sa sublimation par le collectif[2].

### Sélection
- Mostra de Venise 2023 : sélection hors compétition